# San Donà di Piave
San Donà di Piave [ˈsan doˈna ˈdi ˈpjaːve] é uma comuna italiana da região do Vêneto, província de Veneza, com cerca de 40.014 habitantes. Estende-se por uma área de 78,730 km², tendo uma densidade populacional de 508,24 hab/km². Faz fronteira com Ceggia, Cessalto (TV), Eraclea, Fossalta di Piave, Jesolo, Musile di Piave, Noventa di Piave, Salgareda (TV), Torre di Mosto.

## Demografia
| Variação demográfica do município entre 1861 e 2011                               |
|                                                                                   |
| Fonte: Istituto Nazionale di Statistica (ISTAT) - Elaboração gráfica da Wikipedia |

## Galería

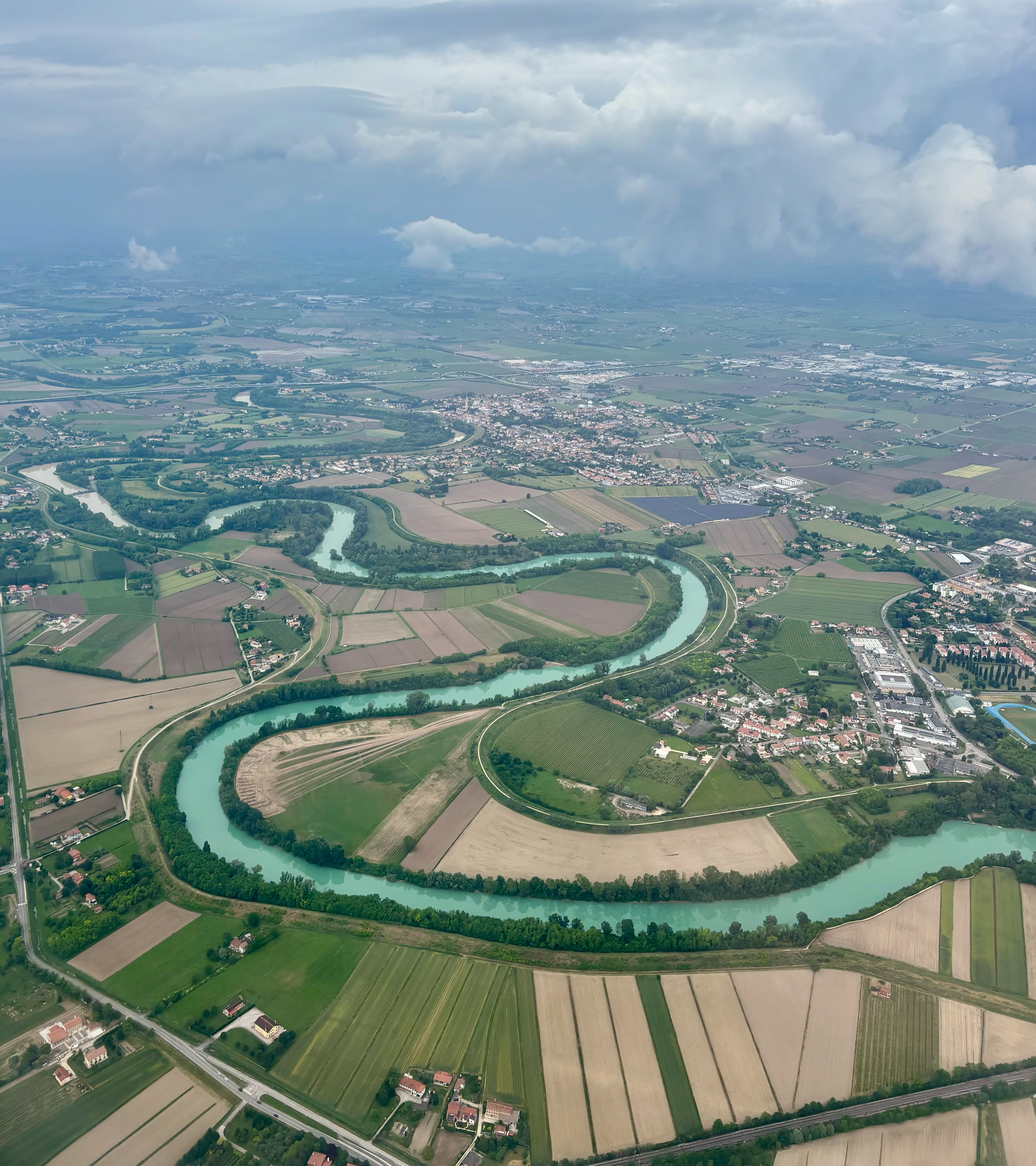
Rio Piave
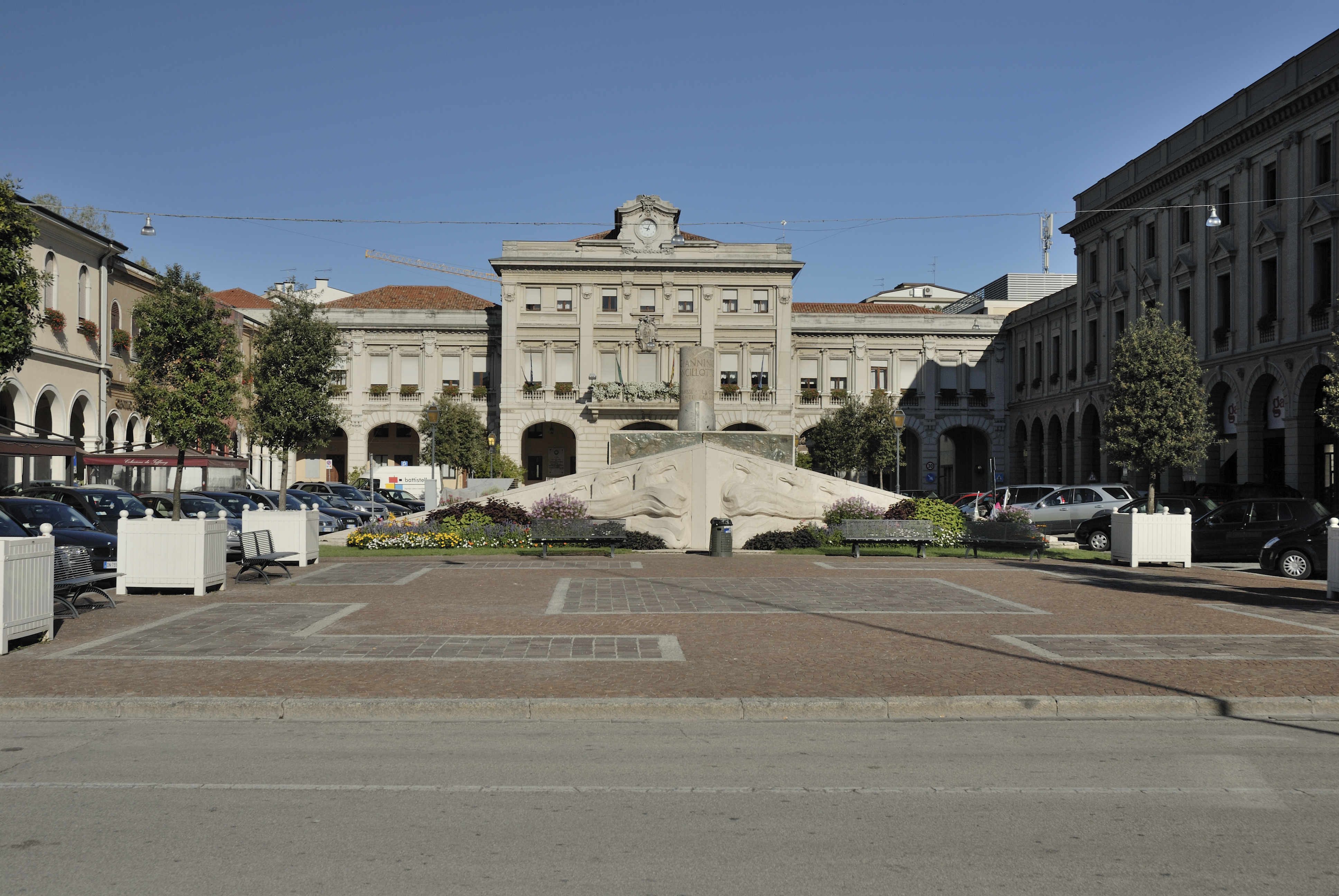
Praça San Donà di Piave
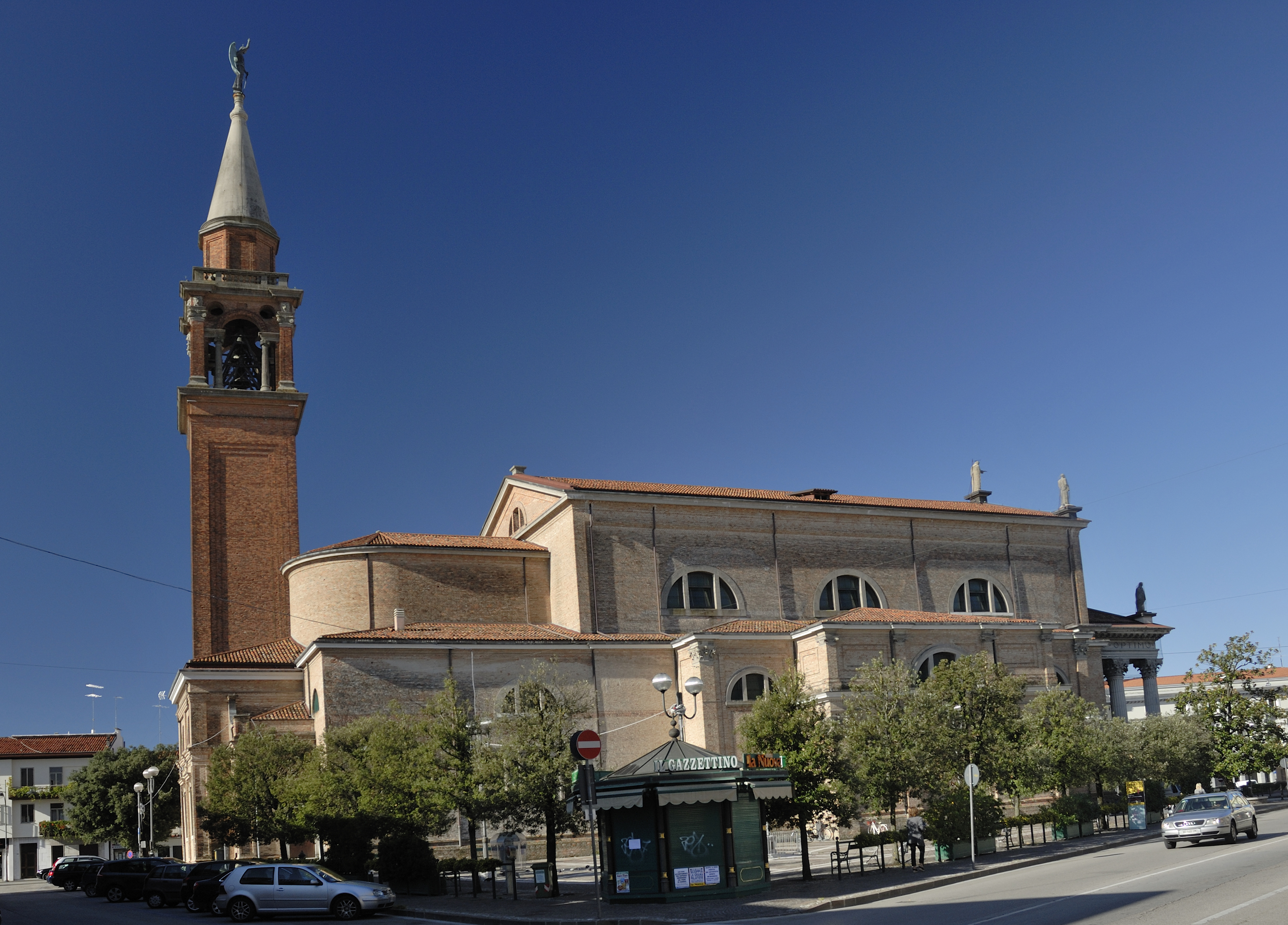
Catedral San Donà di Piave

## Cidade geminadas
- Villeneuve-sur-Lot, França